# Benthophiloides brauneri
Benthophiloides brauneri је зракоперка из реда Perciformes.

## Угроженост
Подаци о распрострањености ове врсте су недовољни.

## Распрострањење
Ареал врсте је ограничен на мањи број држава. 
Присутна је у следећим државама: Бугарска, Румунија, Украјина и Азербејџан, у одвојеним популацијама.

## Станиште
Станишта врсте су језера и језерски екосистеми, речни екосистеми и слатководна подручја. 
Врста је присутна на подручју реке Дунав у Европи.